# 奇凯里奥
奇凯里奥，是匈牙利南部巴奇-基什孔州所辖的一个村，总面积25.81平方公里，总人口942，人口密度36人/平方公里（2005年）。地理坐标为46.1222°N 19.4789°E。